# 5301 Novobranets
5301 Novobranets este un asteroid din centura principală de asteroizi.

## Descriere
5301 Novobranets este un asteroid din centura principală de asteroizi. A fost descoperit pe 20 septembrie 1974 la Observatorul de Astrofizică din Crimeea de Liudmila Juravliova. Asteroidul prezintă o orbită caracterizată de o semiaxă mare de 3,36 ua, o excentricitate de 0,10 și o înclinație de 10,0° în raport cu ecliptica.